# العوامر (عبس)

تعديل مصدري - تعديل

العوامر هي إحدى قرى عزلة بني حسن بمديرية عبس التابعة لمحافظة حجة، بلغ تعداد سكانها 56 نسمة حسب تعداد اليمن لعام 2004.